# Brigade mécanisée « Sassari »
La brigade mécanisée Sassari est une brigade de l'armée de terre italienne, créée le 1er mars 1915 à Sinnai et à Tempio Pausania.

## Histoire
La brigade mécanisée Sassari est créée le 1er mars 1915 avec les nouveaux 151e (stationné à Sinnai) et 152e (stationné à Tempio Pausania) régiments d'infanterie pour participer à la Première Guerre mondiale. La particularité de ces régiments est qu'ils ont été composés presque entièrement de Sardes et donc unis par un esprit de groupe. Elle est décorée par treize médailles d'or de la Valeur militaire pour son comportement héroïque (quatre aux drapeaux + neuf aux soldats). 
Avec la loi du 11 mars 1926 qui prévoit que les brigades doivent compter trois régiments, elle comprend également le 12e régiment d'infanterie « Casale » et prend le nom de XIIe brigade d'infanterie. Par la suite la brigade et le 34e régiment d'artillerie appartiennent à la division militaire territoriale de Trieste (12e) : devenue une grande unité, elle s'appelle brigade d'infanterie du Timavo (XIIe). 
En 1939, les brigades sont supprimées : elle se transforme en division d'infanterie « Sassari » (12e). En 1941, elle comprend également la 73e Légion CC.NN. d'assaut. Employée contre la France en juin 1940, elle est redéployée entre 1941 à 1943 en Yougoslavie avant de revenir à Rome en 1943. Elle est dissoute le 10 septembre 1943.
Le 1er décembre 1988 est reconstituée à Sassari la brigade motorisée Sassari qui comprend toujours les 151e et 152e régiments d'infanterie mais auxquels on adjoint le 45e bataillon d'infanterie Arborea. À partir du 1er janvier 1991, elle devient une brigade d'infanterie mécanisée qui appartient au 2e commandement des forces de défense du centre sud Italie et des îles, son siège est à San Giorgio a Cremano, Naples. 
Elle a son siège à Sassari, elle comprend trois régiments de manœuvre, le 3e de Teulada, le 151e de Cagliari et le 152e de Sassari, le 5e régiment de génie d'assaut de Macomer/Nuoro mais elle est dépourvue d'unités de soutien logistique et d'artillerie, dont les créations sont attendues. Elle est pressentie pour être portée au standard BMPA (Brigata di Manovra Pluriarma), brigade de manœuvre interarmes, mais aucune décision n'est encore prise (revue Raids no 354 de novembre 2015).
La brigade Sassari est présente sur les théâtres d'opérations des forces de maintien de la paix des Nations unies.
Son hymne est Dimonios qui se termine par Fortza Paris (en sarde, Allons ensemble).